# 톰마소 마에스트렐리
톰마소 마에스트렐리(이탈리아어: Tommaso Maestrelli tomˈmaːzo maeˈstrɛlli[*]; 1922년 10월 7일, 토스카나 주 피사 ~ 1976년 12월 2일, 라치오 주 로마)는 이탈리아의 전 축구 선수이자 감독으로 선수 시절 미드필더로 활약했다. 그는 라치오를 이끌고 1973-74 시즌에 사상 첫 세리에 A 우승을 이끈 것으로 알려져 있다. 그는 1948년 하계 올림픽에서도 이탈리아 선수단 일원으로 참가했다.

## 수상

### 감독
라치오
- 세리에 A: 1973–74

레지나
- 세리에 C: 1964–65

### 개인
- 황금 파종자상: 1968–69 (포자 시절), 1973–74 (라치오 시절)